# Abrasbacka
Abrasbacka (finska: Abrasinmäki) är en by i Kyrkslätt i det finländska landskapet Nyland. Byn ligger nära Kyrkslätts centrum och är en del av kommundelen Munkkulla. Abrasbacka består av egnahemshus och rådhus. I byn finns bilbesiktning och järnhandel.